# Pundalik

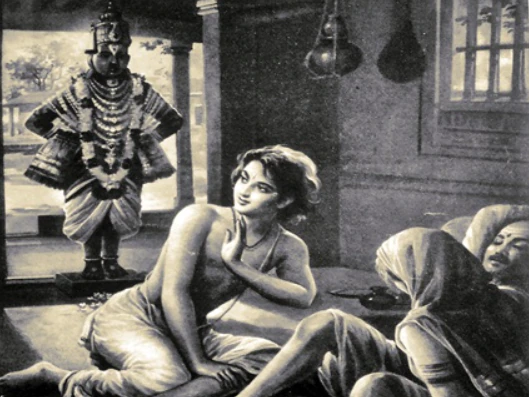
Pundalik bittet Vithoba zu warten, während er sich um seine Eltern kümmert.

Pundalik oder Pundarika war ein bedeutender Heiliger des Hinduismus und ein hingebungsvoller Verehrer des Gottes Vithoba. Vithoba ist ein Vaishnava-Gott, der als Reinkarnation von Vishnu und Krishna angesehen wird. Pundalik wird zugeschrieben, Vithoba nach Pandharpur gebracht zu haben, wo der Hauptschrein des Gottes heute steht. Er gilt auch als der historische Gründer der Varkari-Gemeinde, die sich auf die Verehrung von Vithoba konzentriert.

## Historische Bedeutung
Pundalik gilt als eine Schlüsselfigur in der Verbreitung des Vithoba-Kults und der Varkari-Tradition. Der indische Gelehrte Ramakrishna Gopal Bhandarkar bezeichnete ihn als den Gründer dieser Bewegung und als einen entscheidenden Akteur in ihrer Verbreitung in der Marathenregion.
Die Legende von Pundalik und Vithoba ist in verschiedenen religiösen Texten festgehalten, die in drei Traditionen unterteilt werden können: der Varkari-Tradition, der Brahmanen-Tradition und einer „dritten Tradition“, die Elemente aus beiden kombiniert. Die Varkari-Texte sind in Marathi verfasst, während die Brahmanen-Texte meist in Sanskrit vorliegen. Zu den wichtigsten Varkari-Texten gehören die Werke Bhaktalilamrita und Bhaktavijaya von Mahipati, Pundalika-Mahatmya von Bahinabai und das Abhanga von Namdev, die alle die Geschichte von Pundalik erzählen.

## Die Legende von Pundalik
Es gibt mehrere Versionen der Legende von Pundalik, die in verschiedenen Puranas überliefert sind, darunter die Skanda Purana und die Padma Purana. In einer dieser Versionen wird erzählt, dass Pundalik, obwohl er ursprünglich ein hingebungsvoller Verehrer von Vishnu war, seine alternden Eltern schlecht behandelte, als er sich in seine Frau verliebte und sein Verhalten änderte. Erst als er auf den heiligen Weisen Kukkuta traf, erkannte er seine Fehler und widmete sich fortan der Pflege seiner Eltern.
Die Geschichte nimmt eine entscheidende Wendung, als der Gott Krishna in den Wald von Dandivana kommt, um sich mit seiner wütenden Frau Rukmini zu versöhnen. Pundalik, der gerade mit der Betreuung seiner Eltern beschäftigt ist, bittet Krishna, auf einem Ziegelstein zu warten, bis er seine Aufgaben beendet hat. Beeindruckt von Pundaliks Hingabe gewährt Krishna ihm einen Wunsch: Pundalik bittet darum, dass seine Gottheit in der Form von Vithoba mit verschränkten Armen auf diesem Ziegelstein verweilt, um den Verehrern Segen zu spenden.

## Symbolik
Vithoba wird in der hinduistischen Tradition nicht nur als Gott verehrt, sondern auch als ein tiefes symbolisches Abbild der Kundalini-Energie, die als spirituelle Kraft in allen Lebewesen wohnt. Diese Energie, die durch die Chakras verläuft, ist in vielen Traditionen als die Grundlage für spirituelles Wachstum und Erleuchtung angesehen.
Der Ziegelstein, auf dem Vithoba steht, repräsentiert das Muladhara Chakra, das Fundament der Kundalini-Energie. Das Muladhara Chakra ist das erste der sieben Hauptchakras und wird als die Wurzelenergie des menschlichen Körpers verstanden, die das Überleben und die Verbindung zur Erde symbolisiert. Auf dem Ziegelstein stehend, symbolisiert Vithoba den festen Grund und die Stabilität, die für die Entfaltung der höheren spirituellen Energien erforderlich sind.
Die Arme von Vithoba, die in einer verschränkten Position auf seinen Hüften ruhen, repräsentieren die Ida- und Pingala Nadis, die die linke und rechte Energiekanäle im Körper darstellen. Diese Kanäle symbolisieren die dualen Kräfte von Shiva und Shakti, die durch den zentralen Kanal des Körpers, den Sushumna oder Brahma Nadi, vereint werden. Diese Symbolik ist ein Hinweis darauf, wie das Gleichgewicht von Energieflüssen durch den Körper zur spirituellen Erleuchtung führt.
Das Ajna Chakra, auch bekannt als das Dritte-Auge oder Guru Chakra, wird durch das tilaka (das Zeichen auf seiner Stirn) repräsentiert. Dieses Chakra ist das Zentrum der Weisheit, der Intuition und der höheren Wahrnehmung. In dieser Hinsicht steht Vithoba als Verkörperung der spirituellen Einsicht, die durch Hingabe und Geduld erlangt wird.
Die Symbolik von Vithoba vermittelt, wie der Mensch durch Geduld und Hingabe in der Lage ist, die höheren Ebenen des Bewusstseins zu erreichen, indem er die Kontrolle über die niedereren Energiezentren gewinnt. Die Darstellung von Vithoba als ruhend auf dem Ziegelstein, wartend und in einer liebevollen Pose, zeigt die spirituelle Reise des Praktizierenden, der Geduld und Selbstbeherrschung übt, um sich mit höheren spirituellen Ebenen zu verbinden.